# Ірнік (точка)

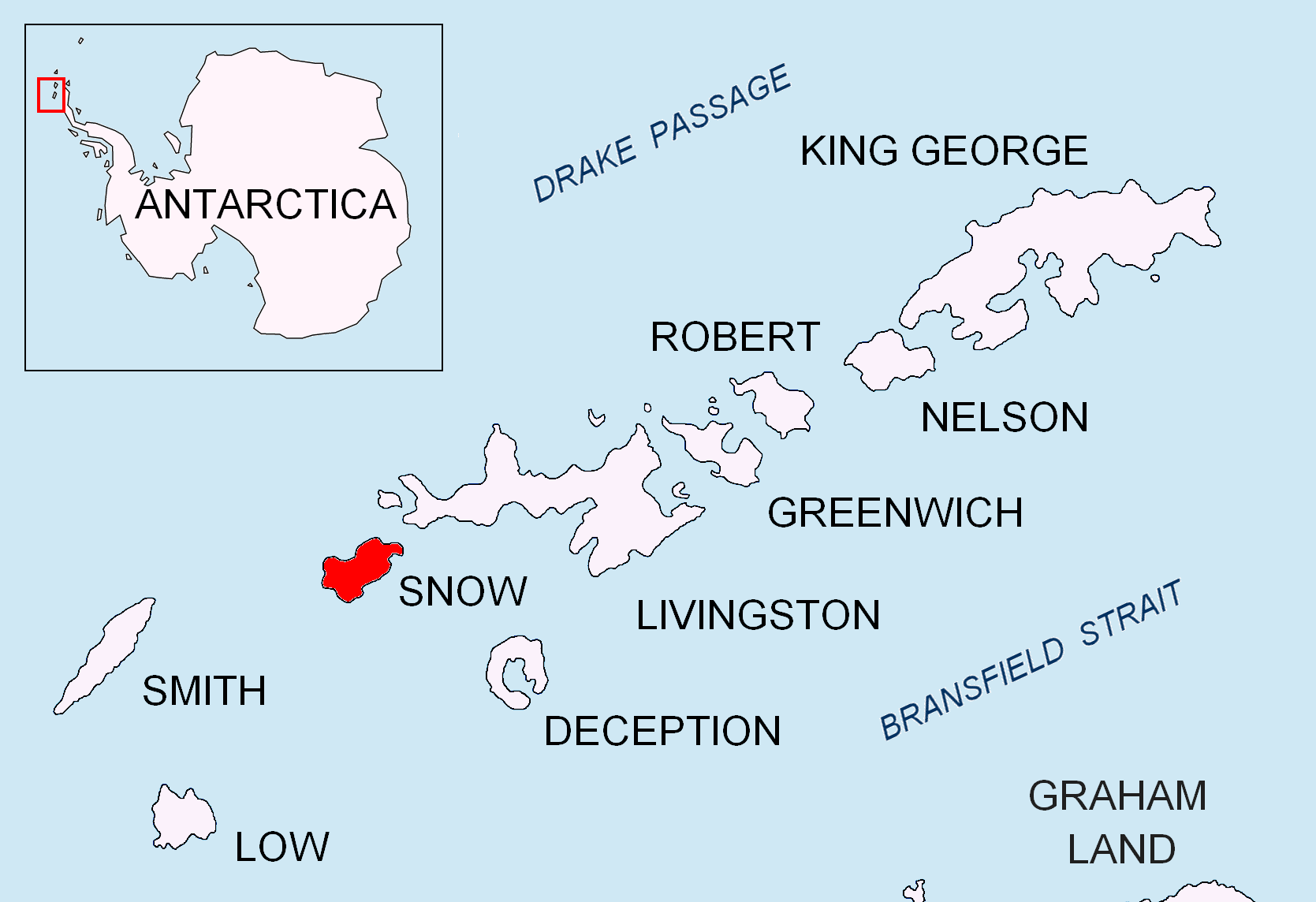
Розташування острова Сноу на Південних Шетландських островах.

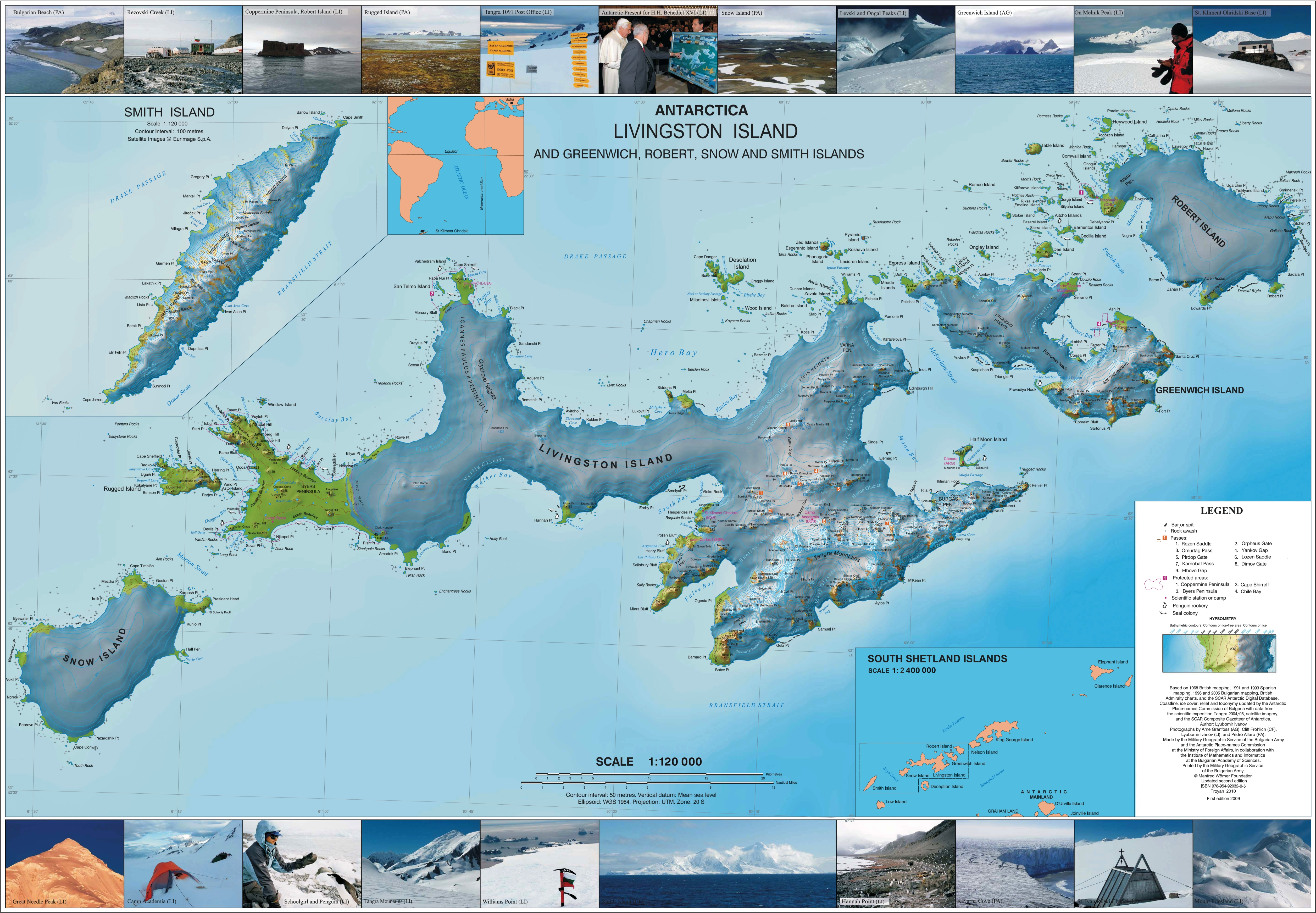
Топографічна карта островів Лівінгстон, Гринвіч, Роберт, Сноу та Сміт.

Точка Ірнік (Названий на честь одного з синів Аттіли, Ернака.) (болг. нос Ирник, 'Nos Irnik' \ 'nos ir-'nik \) - незамерзаючий південно-західний пункт входу в бухту Брауро на північно-західному узбережжі острова Сноу на Південних Шетландських островах, Антарктида. Вона розташована 3.5 км на південний захід від мису Тімблон, 2 км на південний захід від пункту Мездра та 7.4 км на північний схід від точки Бєваттер .
Точка названа на честь легендарного хана Ірника.

## Розташування
Точка Ірнік знаходиться за координатами 62°43′37″ пд. ш. 61°22′20″ зх. д. / 62.72694° пд. ш. 61.37222° зх. д. Британське картографування у 1968 р., Болгарське у 2009 р.

## Мапи
- Л. Л. Іванов. Антарктида: острови Лівінгстон та Гринвіч, Роберт, Сноу та Сміт. [Архівовано 24 квітня 2008 у Wayback Machine.] Масштаб 1: 120000 топографічної карти. Троян: Фонд Манфреда Вернера, 2009.ISBN 978-954-92032-6-4
- Антарктична цифрова база даних (ADD). [Архівовано 5 березня 2017 у Wayback Machine.] Масштаб 1: 250000 топографічної карти Антарктиди. Науковий комітет з антарктичних досліджень (SCAR). З 1993 року регулярно модернізується та оновлюється.
- Л. Л. Іванов. Антарктида: острів Лівінгстон та острів Сміт . Масштаб 1: 100000 топографічної карти. Фонд Манфреда Вернера, 2017.ISBN 978-619-90008-3-0

## Зовнішні посилання
- Ірник Пойнт. [Архівовано 15 лютого 2020 у Wayback Machine.] Супутникове зображення Copernix

Ця статя містить інформацію з Антарктичної комісії з географічних назв Болгарії, яка використовується з дозволу.